# Agua Fría, José Azueta
Agua Fría är en ort i Mexiko.   Den ligger i kommunen José Azueta och delstaten Veracruz, i den sydöstra delen av landet, 400 km öster om huvudstaden Mexico City. Agua Fría ligger 7 meter över havet och antalet invånare är 208.
Terrängen runt Agua Fría är mycket platt. Runt Agua Fría är det ganska tätbefolkat, med 52 invånare per kvadratkilometer. Närmaste större samhälle är Cosamaloapan de Carpio, 17,6 km väster om Agua Fría. Trakten runt Agua Fría består till största delen av jordbruksmark.